# آشاغی نعمت‌آباد
آشاغی نعمت‌آباد (به لاتین: Aşağı Nemətabad) یک منطقه مسکونی در جمهوری آذربایجان است که در شهرستان آق‌داش واقع شده است. آشاغی نعمت‌آباد ۹۴۸ نفر جمعیت دارد.